# Сурділа-Гейсянка
Сурділа-Гейсянка (рум. Surdila-Găiseanca) — село у повіті Бреїла в Румунії. Входить до складу комуни Сурділа-Гейсянка.
Село розташоване на відстані 120 км на північний схід від Бухареста, 53 км на захід від Бреїли, 145 км на північний захід від Констанци, 67 км на південний захід від Галаца, 147 км на південний схід від Брашова.

## Населення
За даними перепису населення 2002 року у селі проживали 1855 осіб, усі — румуни. Усі жителі села рідною мовою назвали румунську.